# 科爾卡馬爾區
6°16′01″S 77°55′01″W / 6.267°S 77.917°W
科爾卡馬爾區（西班牙語：Distrito de Colcamar），是秘魯的一個區，位於該國北部亞馬遜大區的盧亞省，始建於1861年2月5日，面積106.6平方公里，海拔高度2,304米，2005年人口2,560，人口密度每平方公里24人。